# サワダデース
『サワダデース』は、2011年10月3日から2020年9月24日まで九州朝日放送（KBCテレビ）で放送されていた情報番組であり、沢田幸二（九州朝日放送アナウンサー）の冠番組である。2011年10月3日放送開始。本項では、2008年3月31日から放送開始した本番組の前身である『サワダデス。』についても併せて記述する。

## 概要
- 『アサデス。九州・山口』の次番組である。祝日等の『アサデス。九州・山口 増刊号』やテレビショッピング（主にジャパネットたかたの生放送）放送日は休止。
- 10分番組時代は『アサデス。』の出演者等がそのまま出演することもあり、同番組の司会者である、徳永玲子がタイトルコールをしていた。
- 沢田が休暇等で不在の際は、奥田智子など他の九州朝日放送アナウンサーが司会を担当し、それに合わせて番組タイトルを『ダイダデス。』（2009年3月）、『サワダレス。』（2009年7月）と変更して放送した。2011年10月の番組名改変・時間拡大と同時に、番組ロゴもこれまでのアサデス。と同系統のタイトルから新しい物に変更された。
- 「サワダデス。」時代、投稿採用者には、番組オリジナルグッズである「サワダデス。の裏」DVDを贈呈していた。10分番組時代は、沢田の苗字に掛け、また、似顔絵が貼られた「サワ大学ノート」などを贈呈していた。
- 各曜日とも番組の最後は、次番組である『ワイド!スクランブル』[注釈 2]や同じく沢田が出演する九州朝日放送のラジオ番組『PAO〜N』の内容告知が行われている（2011年10月以降はPAO〜Nのみ）。
- 沢田、高島宗一郎、長崎真友子の関係について制作者側は「体育会系の上下関係」のような関係とコメントしている。
- 「サワダデス。」時代は、通常の番組であればVTR撮影になるコーナーが写真のみであったり、フリップがスケッチブックに手書きのものが使用されたり、九州朝日放送で放送されている別の番組を再編集したVTRが放送されたりと時間拡大以降は非常にチープな作りになっていた。
- 2014年4月1日から『ワイド!スクランブル・第1部』のテレビ朝日における放送時間が10:30 - 12:00になるのに伴い、本番組は10分短縮（10:45 - 11:30）になり、九州朝日放送における『ワイド!スクランブル・第1部』はこれまでより15分早い11:30飛び乗りに変更となる。同年7月14日から午後に自社制作の帯番組『モノ見遊さん〜ここは絶対ハズせない!』の立ち上げに伴う改編により、本番組は11:26終了に変更となる。
- 同年9月29日から『ワイド!スクランブル・第1部』の飛び乗り点が11:45のみとなるのに合わせ、九州朝日放送における『ワイド!スクランブル・第1部』は同年3月までと同じ11:45飛び乗り（『ANNニュース』のみのネット、緊急時や祝日・年末特別編成により本番組が休止となる場合は臨時フルネット）に変更となり、本番組は9分延長され、11:35までの放送となった。
- 2018年4月から11:40までに拡大されたが、2019年4月2日[注釈 1]からは前座番組『アサデス。九州・山口』の放送時間が全ネット局で9時55分 - 10時25分に統一（制作局基準では20分短縮）されることにあわせ、本番組の放送時間も10時25分 - 11時10分に20分繰り上げ・10分短縮とした。
- 2020年9月24日、最終回当日に最終回である事を伝え13年間の歴史に幕を閉じた。同年9月28日からは『大下容子ワイド!スクランブル・第1部』を11:45飛び乗り（『ANNニュース』のみをネット）から10:30飛び乗りに変更した上で放送する。

## 出演者
出演者は、「サワダデス。」時代は全員が九州朝日放送アナウンサー若しくはキャスターだった。「サワダデース」からは、『アサデス。』の月曜コメンテーターでもあるおすぎや気象予報士の佐藤なども登場するようになった。
- メインキャスター
  - 沢田幸二[1]：司会者
  - 加藤恭子[1]：司会者
  - おすぎ（月曜のみ）
  - 依布サラサ（火曜のみ。かつては木曜の出演だった。）[1]
  - 小雪（水曜のみ）[1]
  - 斉藤ふみ（木曜のみ。かつては、あなたの関心ベストアンサー、過去にステキ女子100人隊担当。）[1]
- コーナー担当
  - 佐藤栄作（栄作のお天気デース）[1]
  - 西村香織（不定期ではあるが日刊!サワダジャーナルで解説。）
  - 原田らぶ子(月曜・火曜)[1]
  - 内村麻美（水曜・木曜。かつては、感じてお天気担当だった。原田らぶ子産休時は、月曜～木曜担当だった。）[1]
  - 山田としあき（日刊!サワダジャーナル、過去にニュース これチョー大事!担当。）[1]
  - 財津南美（感じてお天気）[1]

### 以前の出演者
- 高島宗一郎（2009年4月 - 2010年8月：MC担当）
- 合田倫子（2009年4月 - 7月：「KBCだより」担当）
- 宮島咲良（コーナー担当）
- 長崎真友子（2009年度はMC担当、2010年度は不定期出演）
- 石木碧
- 細谷めぐみ（深夜の『ドォーモ』があるためあまり出てこなかった）

福岡市長となった高島以外は全員契約アナウンサー。契約期間中の担当だった。
- 坂井汐梨（感じてお天気）
- 伊藤きみこ（感じてお天気）

- 出張NEWS
  - 近藤鉄太郎
  - 武藤麻美

2人とも『KBCニュースピア』のキャスター。

## 主なコーナー

### 最終回時点
オープニングトーク（10：25）
加藤、沢田、日替わりMCの順でソファーに座り、福岡、北九州、久留米のお天気カメラ中継と、ふるさとWishの中継先の様子を交えながら、その日のコーナーを紹介する。
オープニング～感じてお天気（10：25）
リポーターが、現在の気候の様子や、午後の天気に関する服装の話題を、KBC前の歩道橋から、お天気カメラ中継で伝える。BGMはNightingale（キャロル・キング）
栄作のお天気デース（10：26）
佐藤が、今日の天気と共に天気に関する生活の変化（洗濯物の取り込みやお買い物関連）を紹介。
S.I.J.（すっごくイイ情報,10：28前後）
日替わりで様々な話題を伝えるメインコーナー。
CM1
ふるさとWish　アイタカー中継（10：35頃）
福岡県内の各市町村からアイタガールが中継する。
CM2
日刊!サワダジャーナル（10：43頃）
架空の新聞「サワダジャーナル」編集長・山田がこの日気になる芸能・スポーツ・社会面を紹介。最終回ではKBC記者や西村香織解説委員と一緒に伝えた。
CM3
日刊!サワダジャーナル（10：48頃）
『ニュース これチョー大事!』テイストで伝えた。同コーナー内で2020年9月24日（最終回）で放送終了することを発表した。
CM4
感じてお天気（10：59頃）
リポーターの財津が、現在の気候の様子や、午後の天気に関する服装の話題を、KBC前の歩道橋から、お天気カメラ中継後、佐藤が天気予報を伝えた。
エンディング（11：04頃）
スタジオの沢田とレギュラー出演者のトークをして放送を終了した。

### 2018年4月2日から2019年3月28日まで
オープニングトーク（10：44）
加藤、沢田、日替わりMCの順でソファーに座り、福岡、北九州、久留米のお天気カメラ中継と、ふるさとWishの中継先の様子を交えながら、その日のコーナーを紹介する。
オープニング～感じて♥︎お天気（10：45）
リポーターの財津が、現在の気候の様子や、午後の天気に関する服装の話題を、KBC前の歩道橋から、お天気カメラ中継で伝える。KBC前の公開空地でふるさとWishのマルシェを行っているときは、そこから中継することもある。BGMはNightingale（キャロル・キング）
栄作のお天気デース（10：46）
佐藤が、今日の天気と共に天気に関する生活の変化（洗濯物の取り込みやお買い物関連）を紹介。
CM1
S.I.J.（すっごくイイ情報,10：50前後）
日替わりで様々な話題を伝えるメインコーナー。2018年4月より毎日放送している。サワダデース。独自の話題を伝えることもあれば、「サワダデース。でも見てほしい○○」と題して、アサデス。KBCや九州山口、ドォーモで紹介したネタを再構成し、場合によっては追加取材して放送することもある。また、「幸二と小雪の二人旅」と題し、不定期（年4回程度）で旅するロケを行っている（ナレーションは財津）。コーナーのオープニングジングルが鳴っているときに、沢田が一言コメントを言うのが定番となっている。基本的にはスタジオ生放送で進行し、他の番組の再構成の場合はVTRで進行する。このコーナーで中継を行うことはほとんどない。当番組の内容は、公式ホームページでは事前に告知されず、EPGの詳細内容も放送前日まで表示されない。番組のエンディングで告知されるまで、翌日以降の放送内容はわからない。
CM2
日刊!サワダジャーナル（11：06頃）
架空の新聞「サワダジャーナル」編集長・山田がこの日気になる芸能・スポーツ・社会面を紹介。話題によっては（選挙報道等）、KBC記者や西村香織解説委員が伝えることもある。11：14頃CM3。KBCアナウンサーが最新のローカルニュースも伝える（11：17頃、ローカルニュース部分では見出しテロップを除き『グッド!モーニング』仕様のテロップを使用）。旧・ニュース これチョー大事!。
CM4
告知・インフォマーシャル（11：23頃）
スタジオ生放送か、VTRのいずれかで行う。
感じて♥︎お天気（11：26頃）
BGMはGroovin'（ラスカルズ）
栄作のお天気デース（11：27頃）
ふるさとWish　アイタカー中継（11：32頃）
2019年1月から開始。KBC創立65周年記念企画の一環で、週替わりで福岡県内の各市町村からアイタガールが中継する。中継先の市町村を紹介するプラカードは、「栄作のお天気デース」の間に歩道橋からスタジオに戻った財津が持っている。中継先は、道の駅、直売所、飲食店が多い。火曜日は「私の絶景」と題し、中継先市町村の住民が勧める絶景スポットから中継する。中継終了時、BGMにNightingaleが流れ、テロップで次回の告知をし、11：38に番組終了。

### 「サワダデース」時代
ステキ女子100人隊
周りで起こった面白い物などを写真で報告、それを斉藤ふみが番組で随時報告していく。また、その週の中で一番と認定された週イチネタにはQUOカード5000円分が進呈される。
おうちレッスン
一流のプロが、料理やライフスタイルなどのテクニックを紹介。
日替わりコーナー
SIJ（月曜）
本コーナーのみ唯一サワダデス。からの生き残り。
おすぎ芸能SIJ（月曜）
スポーツ新聞等の芸能面からおすぎが気になったポイントを解説する。
かけこみ!サワダ診療所（火曜）
サワダ医院長が擁するスーパードクターが、視聴者の気になるカラダの悩みに答える。
ベストアンサー→あなたの関心 ベストアンサー（水曜）
ベストアンサー時代は、日替わりの質問にゲストと出演者が徹底討論する物だった。あなたの関心 ベストアンサー改題後は、番組出演者が視聴者からの気になる関心事や疑問質問に答える。質問によっては、専門家が登場して回答する。
おでかけデース（木曜）
木曜はメンバーがスタジオを飛び出し、体当たり取材を行う。

### 「サワダデス。」時代
今日の一言
当初、司会補助のアナウンサーが文字通り一言コメントしてから、「『サワダデス。』、始まります。」のタイトルコールで番組が始まっていたが、街頭で一般視聴者の短めのコメントとタイトルコールを収録したVTRが冒頭に流れる形に変更した。
奥様へそくりクイズ
内容は下記10分番組時代の「クイズ奥様検定」とほぼ同じ。正解者が出ない場合は翌日に賞金が繰り越しになっているが、ほぼ全問出演者からのヒントを出すことが通例となっている。賞金を賭けた最終問題はノーヒント。
また、番組にゲスト出演者が登場する場合は関連の問題を出題する。
SIJでOTRS
10分番組時代の「すっごくイイ情報」を、視聴者が切実に欲しいと思う内容を中心に充実させた。ちなみに、九州朝日放送のテレビの公式ホームページ上の名称表記は、「SIJすごくいい情報」である。
サワダに見せたいTV
主に九州朝日放送制作の情報番組中の映像等を沢田に見せるという内容であり、『アサデス。KBC / 九州・山口』『ドォーモ』等で放送した映像か、またはその再編集版や未公開部分等を視聴することが出来る。
不定期に、「サワダが見せたいTV」という名称に変更した上、通常とは反対の立場で沢田側から、出演する九州朝日放送のラジオ番組『PAO〜N』内のコーナー「社長のイス」の収録風景の紹介映像等を提示するという体で放送することもある。
なお、番組名が上記「サワダレス。」の場合は、本コーナーの名称も「サワダに見せたかったTV」という名前に変更していた。
ミテミテミテ!
視聴者提供の思い出の一枚や絶景などの写真や面白い画像などを紹介する。内容より下記「電話できいてみよう」同様、関係者が電話出演することがある。
電話できいてみよう
視聴者が気になるとする投稿内容につき、電話出演した関係者に聴取する。
出張NEWS
夕方の『スーパーJチャンネル九州・沖縄』『KBCニュースピア』の内容の一部をキャスターの武藤や報道デスクが出演し、先行して紹介するコーナーである。コーナーのタイトルロゴは誰が出演しても共通だが、背景のイラストはその日の出演者をイメージしたものを使用する。
サワダの昼ごはん
番組終了後すぐに九州朝日放送のラジオ番組『PAO〜N』に出演しなければならず、昼食時間の取れない沢田に対し、昼食を提供、スタジオまで配達可能な店を募集する。到着時に配達者は、店舗及び商品内容等の宣伝を行うことが出来る。
イシキミドリTV（2010年4月 - ）
その名が示すとおり、石木が担当するコーナーである。タイトルロゴは”キミドリ”部分を強調し、黄緑色で表示する。
「目指せ東京」（2010年4月 - 不定期に放送）
九州朝日放送を出発し、高速道路を使用せずに東京を目指す車両に搭載したTVカメラの映像を、ほぼ新幹線の速度同等にした倍速映像を使用し、当初、曲の冒頭部分に曲名・歌手名を表示するのみであったが、視聴者からの「歌詞を表示して欲しい。」との希望があり、2010年4月12日第3回目放送（国道2号：関門トンネル - 山口県宇部市）から画面に歌詞を表示するようになった。沢田・高島は、果たして東京に到着するまでの過程全てが放送できるか危惧している。山口・広島県境手前まで放送し、企画停止としている。
KBCだより
九州朝日放送（テレビ・ラジオいずれも）の番組や、イベント等の情報の告知を行う。自己批評番組である「KBCの窓」とは別。

### 10分番組時代の内容
月曜日：○○王子さんいらっしゃい
視聴者投稿の美形男子、所謂「イケメン男子」を紹介し、ゲストとして出演の上、沢田から「○○王子」と命名する。
火曜日：クイズ奥様検定
電話参加の視聴者に対して3択クイズを数題出題し、正解数に応じた金額のクオカードをプレゼントしていた。
水曜日：すっごくイイ情報
視聴者提供の放送エリア内の「いい情報」を紹介する。SIJとは勿論、コーナータイトルをローマ字変換した「Suggoku Ii Jyouhou」の略である。コーナー開始時に沢田以外の出演者が「S・I・J」と腕でアルファベットを模したポーズを作ることが恒例であった。
後に、国内の美味しい食品の取り寄せを紹介する「S・I・JでO・T・R・S（すっごくイイ情報でお取り寄せ）」に変更した。
木曜日：今週のシュラバ
視聴者投稿の修羅場な話を紹介していたが、後には、通信販売における変わった商品を紹介する、“つうはん”を捩った「2.5（ツー半）コーナー」や、視聴者提供の奇妙な風景の画像、または、アナウンサーが的確なコメントを提示することに窮するような、所謂アナウンサー泣かせの1枚の画像を紹介する「シュラバな1枚」を放送するようになった。

## 放送時間
| 期間       | 期間       | 放送時間（日本時間）                  |
| ---------- | ---------- | ------------------------------------- |
| 2008.03.31 | 2009.04.02 | 月曜日 - 木曜日 10:45 - 10:55（10分） |
| 2009.04.06 | 2011.09.29 | 月曜日 - 木曜日 10:45 - 11:25（30分） |
| 2011.10.03 | 2014.03.31 | 月曜日 - 木曜日 10:45 - 11:40（55分） |
| 2014.04.01 | 2014.07.10 | 月曜日 - 木曜日 10:45 - 11:30（45分） |
| 2014.07.14 | 2014.09.26 | 月曜日 - 木曜日 10:45 - 11:26（41分） |
| 2014.09.29 | 2018.03.29 | 月曜日 - 木曜日 10:45 - 11:35（50分） |
| 2018.04.02 | 2019.03.28 | 月曜日 - 木曜日 10:45 - 11:40（55分） |
| 2019.04.02 | 2020.9.24  | 月曜日 - 木曜日 10:25 - 11:10（45分） |